# Jolosekti
Jolosekti is een bestuurslaag in het regentschap Batang van de provincie Midden-Java, Indonesië. Jolosekti telt 1192 inwoners (volkstelling 2010).